# III. Jakab skót király
III. Jakab skót király (Stirling vára, 1451. július 10. – 1488. június 11.) a Stuart-ház tagja.

## Életrajza
II. Jakab skót király és Egmondi Mária gelderni hercegnő második fiaként a Stirlingben vagy a St Andrews várában született, miután elsőszülött testvére egy évvel korábban halva született. Három öccse (Sándor, Dávid és János) és két húga (Mária és Margit) volt. Jakab születésének pontos helye és ideje egészen az 1950-es évekig bizonytalan volt, mivel egyesek 1451. július 10-ét vagy 20-át tartották valószínűbbnek, mások viszont inkább az 1452-es év május hónapját tartották a pontos időpontnak. Norman MacDougall történész és életrajzíró szerint Jakab Fife megyében, a St Andrews várában született 1452 május végén. A trónörökös apját, II. Jakabot követte Skócia trónján, aki 1460. augusztus 3-án hunyt el, az új királyt pedig néhány héttel később, a Kelso apátságban, Roxburghshire-ben koronázták meg.
Mivel III. Jakab ekkor csupán 8-9 éves lehetett, így három évig nem ő, hanem édesanyja, az özvegy királyné kormányozta Skóciát 1460 és 1463 között, utána St Andrews püspöke, James Kennedy 1463-1466, majd pedig Lord Robert Boyd 1466 és 1469 között. (1469-ben vált nagykorúvá a gyermekkirály.) Robert Boyd fia, Thomas nőül vette Jakab húgát, Máriát, miután a király megtette sógorát Arran grófjának. Ez a frigy rendkívül előnyös politikai lépés volt a Boyd család részéről, mivel így nemcsak nagyobb hatalmat szereztek maguknak Skócia felett, hanem népszerűbbé is váltak a nép körében, akik eleinte nem igen szívelhették őket, valamint az is nyilván megfordult a fejükben, hogyha netán Jakab fiú utód nélkül halna meg, akkor Mária és Thomas fiai jóval előrébb juthatnának a trónöröklési sorrendben.)
1469 júliusában a király a Holyrood apátságban, Edinburgh-ban nőül vette Dániai Margit hercegnőt, I. Keresztély dán király leányát, akitől három fia született:
- a leendő IV. Jakab skót király
- Alexander Stewart, Ross hercege
- John Stewart, Mar grófja

III. Jakab az 1470-es években diplomáciai tárgyalásokba kezdett IV. Edward angol királlyal. 1474-ben a két uralkodó házassági megállapodást kötött, miszerint a jövendő IV. Jakab feleségül veszi Eduárd leányát, Cecília hercegnőt, ám IV. Edward és III. Jakab halála után a trónralépő IV. Jakab már nem tartotta be apja házassági ígéretét, így pedig elég népszerűtlen uralkodóvá vált a skót nép szemében, mivel szerintük egy királynak még inkább tartania kellene magát az adott szóhoz, mint egy egyszerű polgárnak. Nagyjából ekkor történt az is, hogy az új király két öccse fellázadt fivérük ellen. Mar grófja 1480-ban halt meg rejtélyes körülmények között, míg Jakab idősebb öccse, Alexander 1479-ben Franciaországba hajózott, felrúgva ezzel az Angliával kötött megállapodást, ugyanakkor elárulva ezzel bátyját, a skót királyt. Ennek ellenére IV. Edward, s az utána trónralépő III. Richárd is Alexandert tekintette Skócia jogos uralkodójának, s így támogatásukért cserébe, kihasználva a két fivér vitáját, nyertek maguknak egy igen hasznos szövetségest.
1483 januárjában Alexander herceg visszatért a skóciai Dunbarbe, az ottani birtokaira. 1483. április 9-én meghalt a herceg fő támogatója, IV. Edward, s így politikai helyzete és a korona eléréséhez való esélyei is nagyon meggyengültek. Szerencséjére még időben meg tudott szökni az edinburgh-i kastélyból néhány hűséges emberével együtt, ám James Liddale of Halkerston nevű hű szolgáját elfogták és kivégezték, azonban a herceg sem kerülhette el sorsát: egy évvel később megölték egy párizsi lovagi torna során.
III. Jakab 1482 után, annak ellenére, hogy ellenségei kis híján megölték, mielőtt átadhatta volna trónját Jakab nevű fiának, a király egy cseppet sem változtatott korábbi magatartásán, és igyekezett szilárd szövetséget biztosítani Angliával, feleségét pedig, aki Stirlingben élt, eltaszította magától, akárcsak elsőszülött fiát, s inkább másodszülött gyermekét kezdve előnyben részesíteni. 1488. június 11-én halt meg, a sauchieburni ütközetben, bár 16. századi krónikások, vagyis Adam Abell, Robert Lindsay of Pittscottie, John Leslie és George Buchanan állítása szerint III. Jakab merénylet áldozata lett Milltownban, Bannockburn közelében, nem sokkal a csata után. (Úgy vélték, hogy egy pap gyilkolhatta meg a királyt, akit a leendő IV. Jakab bérelt fel.) Az ütközet történetének vizsgálata közben felmerült az az eshetőség is, mely szerint a csatából menekülni készülő királyt ledobta a lova, s vagy az esésbe halt bele, vagy pedig az ellenséges katonák ölték meg. A cambuskenneth-i apátságban, Stirlingben temették el. Mindössze 36 évet élt. Kissé eltúlozva őt tartja az utókor a reneszánsz kor első skót uralkodójának, akit a későbbi történetírók igen elítélnek, mivel túl nagy érdeklődést mutatott az olyan, XV. században rendkívül férfiatlan elfoglaltságnak tartott szabadidős tevékenységek iránt, mint amilyen például a zene is volt. (Akkoriban a vadászat, a lovaglás és a hadsereg csatába vezetése jelentették egy király számára az általánosan megszokott, hagyományos elfoglaltságokat.)
III. Jakab uralkodói képességeit az utókor jelentéktelennek ítélte, összehasonlítva utódai, IV. és V. Jakab intézkedései sikerességének mértékével.

## Fordítás
- Ez a szócikk részben vagy egészben  a   James III of Scotland című angol Wikipédia-szócikk fordításán alapul.  Az eredeti cikk szerkesztőit annak laptörténete sorolja fel. Ez a jelzés csupán a megfogalmazás eredetét és a szerzői jogokat jelzi, nem szolgál a cikkben szereplő információk forrásmegjelöléseként.